# 1834 en droit
Cet article présente les faits marquants de l'année 1834 en droit.

## Événements
- Mozambique : le Portugal révise sa politique d’attribution des domaines (prazos). Il en supprime l’attribution aux serviteurs dévoués du pays, à qui des terres étaient accordées en échange de leur mariage avec des Portugais(es) né(es) au Portugal. Ce métissage avait pour objectif de mettre sur pied un mode de colonisation stimulant pour l’économie locale.
- Liban : la nouvelle administration égyptienne cautionne des mesures en faveur des chrétiens. Les contraintes (port de costumes et signes distinctifs) sont levées.
- Abolition officielle de l’esclavage par le Portugal.
- Abolition des ordres religieux au Portugal. Les bourgeois enrichis, acquéreur des biens nationaux provenant des confiscations opérées aux dépens des ordres, sont anoblis (42 titres de baron sont distribués de 1834 à 1879).

### Février
- Angleterre : création du Grand National Consolidated Trades Union.
- 24 février : accord sur le principe d’un régime de cosouveraineté sur l’Algérie entre les Français et Abd el-Kader. Ce traité, favorable à l’émir, est négocié par le général Desmichels, qui obtient d’Abd el-Kader la reconnaissance de la souveraineté française. Abd el-Kader prête serment au roi Louis-Philippe Ier qui l’investit bey d’Oranie et obtient le droit pour les Arabes d’acheter armes, poudre et munition et de disposer du port d’Arzew. Abd El-Kader, satisfait, croyait son repos assuré, lorsque de nouveaux ennemis vinrent l'attaquer dans sa retraite. Il permet d’éliminer ses adversaires Zmalas et Douarais, tel l'agha Mustapha ben Ismaïl.

### Mars
- 18 mars : affaire des « martyrs de Tolpuddle » : six ouvriers agricoles sont déportés pour sept ans en Australie pour avoir exigé un serment de fraternité à leurs camarades adhérents au Grand National Consolidated Trades Union.

### Juin
- Le Congrès des États-Unis adopte une loi qui fait de tout le territoire américain à l’ouest du Mississippi le domaine des Indiens. Les États du Missouri et de la Louisiane, les terres de l’Arkansas ne sont pas concernées.

### Juillet
- 15 juillet : Abolition définitive de l’Inquisition en Espagne par la reine Marie-Christine.

### Août
- 1er août :  les Britanniques abolissent l'esclavage dans la province du Cap, une des causes du Grand Trek des fermiers Boers (1835-1837) qui se dirigent vers le Natal, l'Orange et le Transvaal.
- 12 août : au Brésil, un acte additionnel à la Constitution de 1831 permet l'instauration d'un véritable régime parlementaire dirigé par un régent-citoyen élu pour quatre ans au suffrage restreint, en l'occurrence l'abbé Diego Antonio Feijó. Le Conseil d’État, bastion des conservateurs, est aboli. Le fédéralisme triomphe : dans les provinces les assemblées législatives remplacent les conseils généraux purement consultatifs. Ce régime dura jusqu'en 1840, année lors de laquelle Pierre II atteint sa majorité et commença son règne personnel.